# Massimo Pompili
Massimo Pompili (Roma, 22 settembre 1955) è un politico italiano.

## Biografia
Nato a Roma il 22 febbraio 1955, Pompili è stato segretario comunale della Federazione romana dei Democratici di Sinistra dal 1998 al 2005 e ora è membro della Direzione comunale di Roma e regionale del Lazio del Partito Democratico.
Il 31 luglio 1985 è eletto per la prima volta consigliere comunale di Roma sotto le giunte del pentapartito di Nicola Signorello e Pietro Giubilo, viene riconfermato il 31 luglio 1989 sotto la giunta democristiana di Franco Carraro e l'8 dicembre 1993 è riconfermato per un terzo mandato consecutivo.
Alle elezioni politiche del 1996 viene candidato alla Camera dei deputati nel collegio uninominale di Roma-  Torre Angela, sostenuto dalla coalizione di centro-sinistra L'Ulivo, venendo eletto deputato con il 48,41% dei voti. Nel corso della XIII legislatura (1996-2001) è stato componente della 14ª Commissione Politiche dell'Unione europea della Camera.
Eletto nel Consiglio Regionale del Lazio, il 4 aprile 2005 il Presidente della Regione Lazio Piero Marrazzo lo nomina nuovo Vice Presidente della Regione Lazio e Assessore regionale all'Urbanistica. Il 5 maggio 2008 si dimette dagli incarichi per incompatibilità a causa dell'elezione a parlamentare nazionale. Gli subentra il collega di partito Esterino Montino
Il 6 maggio 2008 è proclamato deputato nazionale per il Partito Democratico, membro della Commissione Ue della Camera dei Deputati.